# 1. Division (Belgien) 1902/03
Die Erste Division 1902/03 war die achte Spielzeit der höchsten belgischen Spielklasse im Männerfußball. Sie begann am 5. Oktober 1902 und endete am 3. Mai 1903.

## Modus
Die Meisterschaft wurde in zwei Phasen ausgetragen. Zunächst wurden die zehn Mannschaften in zwei Gruppen zu  je fünf Mannschaften aufgeteilt. Danach erreichten die beiden Gruppenersten und -zweiten die Endrunde. Außer Skill FC (Fusion mit Daring Club Brüssel) nahmen die gleichen Mannschaften wie in der Vorsaison teil.

## Gruppe A
Von den 20 Spielen wurden zwei Begegnungen nicht ausgetragen. Das Spiel FC Brügge – FC Antwerpen wurde als torloser Sieg gewertet. Die Begegnung FC Antwerpen – CS Brügge wurde nicht mehr ausgetragen. Das Spiel FC Antwerpen – Beerschot AC war vom 10. Oktober 1902 auf den 10. Januar 1903 verschoben worden. Da sich Beerschot zu dem Zeitpunkt bereits für die Endrunde qualifiziert hatte, wurde diese Begegnung nicht mehr ausgetragen.
| Pl. | Verein                    | Sp. | S | U | N | Tore    | Quote | Punkte |
| --- | ------------------------- | --- | - | - | - | ------- | ----- | ------ |
| 1.  | Léopold Club de Bruxelles | 8   | 5 | 3 | 0 | 020:100 | 2,00  | 13:30  |
| 2.  | Beerschot AC              | 7   | 5 | 1 | 1 | 024:110 | 2,18  | 11:30  |
| 3.  | FC Antwerpen              | 6   | 1 | 2 | 3 | 010:900 | 1,11  | 04:80  |
| 4.  | CS Brügge                 | 7   | 2 | 0 | 5 | 009:220 | 0,41  | 04:10  |
| 5.  | FC Brügge                 | 8   | 2 | 0 | 6 | 007:180 | 0,39  | 04:12  |

| Gruppe A | Gruppe A                  | LÉO | BEE | ANT   | CSB | FCB |
| -------- | ------------------------- | --- | --- | ----- | --- | --- |
| 1.       | Léopold Club de Bruxelles |     | 1:1 | 2:2   | 3:1 | 4:0 |
| 2.       | Beerschot AC              | 2:4 |     | 3:2   | 5:0 | 1:0 |
| 3.       | FC Antwerpen              | 2:2 | 1   |       | 1   | 1:2 |
| 4.       | CS Brügge                 | 1:2 | 2:7 | 0:3   |     | 3:2 |
| 5.       | FC Brügge                 | 1:2 | 2:5 | 5:0 2 | 0:2 |     |

## Gruppe B
Von den 20 Spielen wurden zwei Begegnungen nicht ausgetragen. Die beiden Spiele wurden als torlose Siege gewertet.
| Pl. | Verein                       | Sp. | S | U | N | Tore    | Quote | Punkte |
| --- | ---------------------------- | --- | - | - | - | ------- | ----- | ------ |
| 1.  | Racing Club de Bruxelles (M) | 8   | 6 | 0 | 2 | 020:700 | 2,86  | 12:40  |
| 2.  | Union Saint-Gilloise         | 8   | 6 | 0 | 2 | 035:130 | 2,69  | 12:40  |
| 3.  | Athletic & Running Club      | 7   | 3 | 0 | 4 | 021:240 | 0,88  | 06:80  |
| 4.  | FC Lüttich                   | 7   | 3 | 0 | 4 | 014:260 | 0,54  | 06:80  |
| 5.  | FC Verviers                  | 8   | 1 | 0 | 7 | 007:270 | 0,26  | 02:14  |

| (M) | amtierender belgischer Meister |

| Gruppe B | Gruppe B                 | RCB | USG   | ARC   | LÜT   | VER   |
| -------- | ------------------------ | --- | ----- | ----- | ----- | ----- |
| 1.       | Racing Club de Bruxelles |     | 0:2   | 3:1   | 4:0   | 5:0 2 |
| 2.       | Union Saint-Gilloise     | 2:4 |       | 8:1   | 8:3   | 6:1   |
| 3.       | Athletic & Running Club  | 0:6 | 2:5   |       | -:- 3 | 6:1   |
| 4.       | FC Lüttich               | 2:1 | 2:4   | 0:5 4 |       | 4:3   |
| 5.       | FC Verviers              | 0:2 | 5:0 2 | 1:6   | 1:3   |       |

## Endrunde
| Pl. | Verein                       | Sp. | S | U | N | Tore    | Quote | Punkte |
| --- | ---------------------------- | --- | - | - | - | ------- | ----- | ------ |
| 1.  | Racing Club de Bruxelles (M) | 6   | 5 | 1 | 0 | 017:400 | 4,25  | 11:10  |
| 2.  | Beerschot AC                 | 6   | 2 | 2 | 2 | 011:100 | 1,10  | 06:60  |
| 3.  | Union Saint-Gilloise         | 6   | 3 | 0 | 3 | 008:900 | 0,89  | 06:60  |
| 4.  | Léopold Club de Bruxelles    | 6   | 0 | 1 | 5 | 002:150 | 0,13  | 01:11  |

| (M) | amtierender belgischer Meister |

| Endrunde | Endrunde                  | RCB | BEE | USG | LÉO |
| -------- | ------------------------- | --- | --- | --- | --- |
| 1.       | Racing Club de Bruxelles  |     | 1:1 | 2:1 | 5:0 |
| 2.       | Beerschot AC              | 1:5 |     | 2:1 | 5:0 |
| 3.       | Union Saint-Gilloise      | 1:3 | 2:1 |     | 2:1 |
| 4.       | Léopold Club de Bruxelles | 0:1 | 1:1 | 0:1 |     |